# 蘭茶みすみ
蘭茶 みすみ (らんちゃ みすみ)は、日本のバーチャルYouTuber、メタバースアイドル、ジャーナリスト。発達障害と性的マイノリティを公表し、「マイノリティメタバースアイドル」として活動している。2018年４月活動開始。季刊総合誌「情況」に2022年から定期的に寄稿している。元長野日報記者。